# Alfredo Cece
Alfredo Cece (Saviano, 16 agosto 1915 – 25 giugno 2002) è stato un compositore e organista italiano.

## Biografia
Iniziò giovanissimo a studiare la musica con i fratelli maggiori Antonio Cece e Alfonso Cece. Frequentò il Conservatorio San Pietro a Majella di Napoli negli anni in cui Francesco Cilea ne era direttore, diplomandosi in Organo e Composizione organistica con Franco Michele Napolitano, Composizione con Achille Longo, Strumentazione per banda e Musica corale.
Dal 1948 insegnò Armonia nei Conservatori di Cagliari e Napoli e divenne con nomina ministeriale Direttore del Conservatorio di Reggio Calabria. Fu membro del Consiglio di Amministrazione del Teatro San Carlo di Napoli e Presidente della Fondazione Franco Michele Napolitano.
Sue composizioni sono state pubblicate dalle case editrici Simeoli, Zanibon, Curci, Ricordi, Diapason e sono state eseguite, fra l'altro, al Teatro San Carlo, al Teatro dell'Opera di Roma, dall'Orchestra da camera "Alessandro Scarlatti" di Napoli della RAI, dall'Orchestra della Rai di Milano, e numerose sono state le trasmissioni di sue musiche sull'emittente radio della RAI.

## Composizioni

### Balletti
- "Caleidoscopio" - balletto in un atto / soggetto di Aldo Masella; Ricordi, 1973;[3][4]
- "La Donna di Pietra" - balletto
- "Telepsico" - episodio coreografico in un atto / soggetto di Aldo Masella;[5]

### Composizioni per orchestra
- "Concertato per flauto, violino e archi
- "Commento a un Quadro Biblico" per orchestra d'archi
- "Trittico" per orchestra
- "Suite in tre tempi" per orchestra; Milano, Curci, 1968 [BNI] : 698592[6]
- "Tre movimenti di danze"

### Musica da camera
- "Trittico per oboe, clarinetto e fagotto" - Simeoli, [1994]
- "Tre bagatelle per chitarra"; revisione e diteggiatura di Emilia Araniti; Reggio Calabri, 1996 [ISBN]: 88-8201-004-X
- "Sonata per clarinetto e pianoforte" [7]; Napoli, Simeoli, 1989
- "Piccolo concerto per flauto, oboe, clarinetto, corno, fagotto"; Napoli, Simeoli, 1994
- "Capriccio in bianco e nero" per pianoforte; Napoli : S. Simeoli, 1972
- "Spigolature : per flauto e chitarra" ; revisione e diteggiatura di Filippo Eduardo Araniti; Reggio Calabria : I.S.N.P., 1996 [ISBN]: 88-8201-003-1
- "Sonata in re per violino e pianoforte"; Padova : G. Zanibon, 1949/1951
- "Recitativo per violino (o viola) e pianoforte"; Padova : G. Zanibon, 1967

### Composizioni per organo
- "Tema e variazioni per grand'organo"; Padova : Guglielmo Zanibon, 1950/1951
- "Fantasia e fuga in do minore" per organo; Napoli : S. Simeoli, 1956

### Liriche
- "Gocciadibrina" su testo di Nicola Ciola - Diapason [1952]
- "Plenilunio di settembre"; su testo di N. Ciola
- "Due liriche per canto e pianoforte" : 1., Musici, giocolieri, bambini, gioia. Versi di C. Betocchi. 2., I capelli. Versi di A. Negri; Napoli : S. Simeoli, 1955